# 第26期女流王将戦
第26期女流王将戦（だい26きじょりゅうおうしょうせん）は、2004年度（2003年月日 - 2004年6月10日）の女流王将戦である。女流王将戦五番勝負は、中井広恵女流王将と挑戦者の石橋幸緒女流三段によって行われた。

## 概要
前期から本戦をトーナメント形式に変更している。
- 前期「本戦をトーナメント」ベスト4の5名を本戦2回戦シードとする。
- 予選トーナメントからの本戦進出者8名を、本戦1回戦で1対1で組み合わせる。勝者4名が本戦2回戦進出。

## 五番勝負
| 対局者           | 第1局         | 第2局          | 第3局          | 第4局          |              |
| 対局者           | 2004年 5月7日 | 2004年 5月18日 | 2004年 5月24日 | 2004年 6月10日 |              |
| ---------------- | ------------- | -------------- | -------------- | -------------- | ------------ |
| 中井広恵女流王将 | ○             | ○              | ●              | ○              | 女流王将防衛 |
| 石橋幸緒女流三段 | ●             | ●              | ○              | ●              |              |

※ 第4局で決着したため第5局は実施されず。

## 本戦
(持ち時間＝2時間)

## 予選
(持ち時間＝2時間)